# 松山大学の人物一覧
松山大学の人物一覧（まつやまだいがくのじんぶついちらん）は、松山大学に関係する人物の一覧記事。

## 著名な教職員

### 商経学部
- 田中忠夫（商経学部教授、1944年～1947年松山経済専門学校校長）

### 経済学部
- 望月清人（経済学部教授、経済学部長）
- 鈴木茂（経済学部教授、2009年4月～2年間経済学部長）
- 清野良栄（経済学部教授、2009年4月～2015年3月松山短期大学学長）

### 経営学部
- 上杉志朗（経営学部教授、2015年4月～松山短期大学学長　任期３年、経営情報論）
- 岡野憲治（経営学部教授、原価計算論）
- 森本三義（経営学部教授、管理会計学）

### 法学部
- 妹尾克敏（法学部教授、地方自治法）
- 明照博章（法学部教授、刑法）
- 山内進 (法学部教授、法制史)

### 人文学部
- 大内裕和（人文学部教授、教育社会学、歴史社会学）
- 山田富秋 (人文学部教授、社会学)

## 主な出身者

### 政界
- 井上和久（衆議院議員）短期大学部中退
- 横山博幸 (衆議院議員）
- 石川勝行（新居浜市長）
- 伊藤宏太郎（西条市長）
- 岡原文彰（宇和島市長）
- 上村俊之（越智郡上島町長）
- 高江啓史　(磯城郡 田原本町長)

### 行政
- 上甲啓二 (愛媛県副知事)
- 仙波隆三 (愛媛県教育委員会教育長、同県元副知事)

### 財界
- 金谷隆平（上新電機社長、全国家庭電気製品公正取引協議会副会長、大手家電流通協会会長）
- 菊池誠晃（デジタルプラス創業者・社長、日本クラウドソーシング検定協会理事）
- 桜井博志（旭酒造会長）
- 波多野信治（元任天堂代表取締役、エヌジェイホールディングスゲーム事業顧問）
- 帆足隆（元カネボウ社長）
- 本田元広（元愛媛銀行頭取、元愛媛経済同友会代表幹事）
- 山口普（フジ・リテイリング社長、マックスバリュ西日本取締役）

### 研究者・学者・大学教授
- 神森智（会計学、元松山大学理事長兼学長、元国際会計研究学会会長）
- 二宮周平（家族法、法学博士（大阪大学）。立命館大学法学部長。元松山商科大学助教授）
- 作道洋太郎（経営史、大阪大学名誉教授。元阪大教授）
- 桂芳男（神戸大学名誉教授、経済学博士。元神戸大教授）
- 一色浩一郎（カリフォルニア州立大学教授、経営学博士(UCLA))

### 文学
- 岡山典弘（三島由紀夫研究家、作家、エッセイスト）
- 青山淳平（作家）
- 宇佐美まこと（作家）

### 芸術・文化
- 森生まさみ（漫画家）
- 鹿野圭生（女流棋士 (将棋)）
- 岩浪洋三（ジャズ評論家）

### 芸能
- 藤田晴彦（元THE COKES ボーカル、俳優、ラジオディスクジョッキー）
- ジャパハリネット（ミュージシャン）
- 多保孝一（元Superflyのギタリスト、作曲家、編曲家）
- ピーピングトム（お笑い芸人、放送作家、構成作家）
- 横山ゆうすけ（お笑いタレント）
- LONGMAN(Sawa Yoriki、Hiroya Hirai、Yuki Horikawa)

### スポーツ
- 土佐礼子（アテネオリンピックマラソンランナー、世界選手権銀メダル）
- 高見澤安珠（陸上選手、リオデジャネイロオリンピック出場）
- 大城戸功（剣道教士八段。元剣道世界チャンピオン）
- 岡田敦子（プロキックボクサー、プロボクサー）
- 青野令（スノーボード選手）
- 松尾智佳（女子競輪選手）
- 黒川浩（プロ野球選手）
- 重松省三（プロ野球選手）
- 荒谷忠勝（広島商業高校野球部監督）
- 梶山和洋（倉敷商業高校野球部監督）

### マスコミ
- 川上裕子（広島ホームテレビアナウンサー）
- 大下香奈（元テレビ愛媛アナウンサー、歌手デビューを果たす）
- 荻山恭平（NHKアナウンサー）
- 上岡亮（NHKアナウンサー）
- 水口佳美（元愛媛朝日テレビアナウンサー）
- 岡田考平（東海テレビアナウンサー）
- 永野彰子（南海放送アナウンサーから報道制作センター副部長）
- 寺尾英子（南海放送アナウンサー）
- 中塚眞喜子（南海放送アナウンサー）
- 柳田さやか（フリーアナウンサー・元南海放送アナウンサー）
- 仲田真紀子（フリーアナウンサー・タレント）
- 東玲治（ジャーナリスト）

### その他
- 吉良愛（婚活事業家）